# Dirck Gerritsz Pomp
Dirck Gerritsz Pomp (ur. 1544 w Enkhuizen, zm. 1608 na morzu) – holenderski żeglarz i odkrywca, pierwszy Holender który dotarł do Chin i Japonii.

## Życiorys

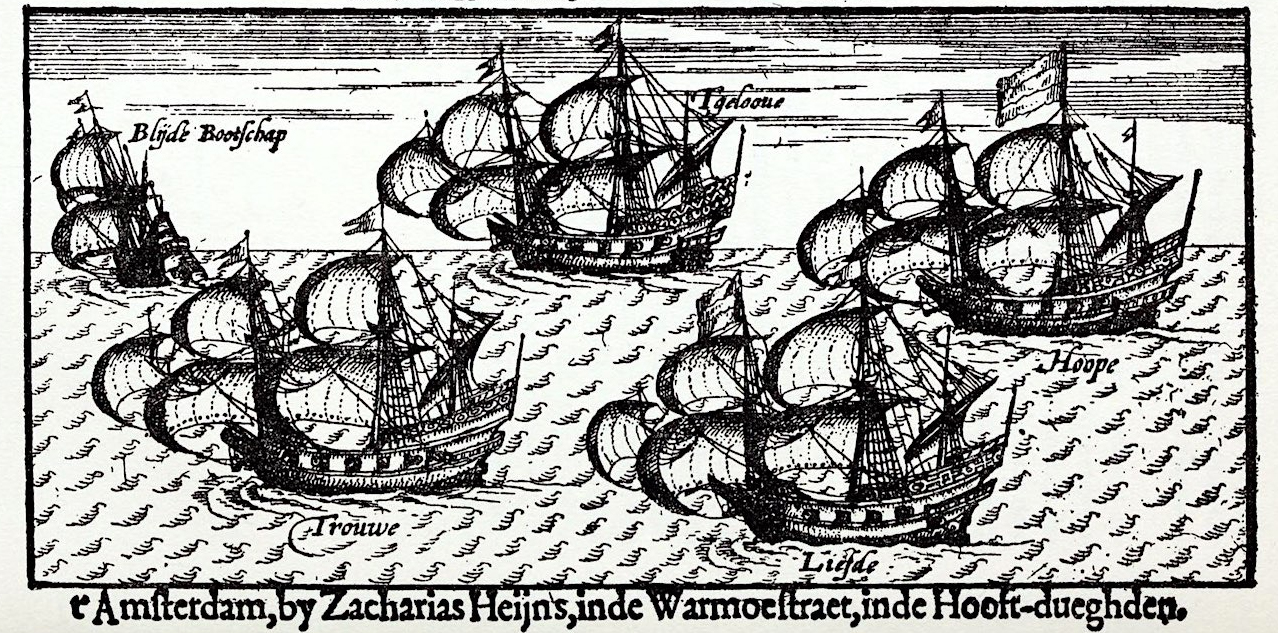
Ekspedycja Jacoba Mahu

Dirck Gerritsz Pomp urodził się w roku 1544 w Enkhuizen. Mieszkał tam do jedenastego roku życia, a następnie został wysłany do Lizbony, gdzie mieszkali jego krewni. Podczas pobytu w tym mieście Pomp miał się nauczyć języka portugalskiego i szkolić się na kupca. W latach 1566–1590 służył jako kanonier w portugalskiej armii. Jako wojskowy wielokrotnie uczestniczył w portugalskich ekspedycjach. W 1568 był członkiem podróży do Indii, dwukrotnie dotarł do Chin i Japonii. W 1583 roku jego relacje wykorzystał Jan Huygen van Linschoten do napisania Itinerario. W 1590 wrócił do ojczyzny. W 1598 roku dołączył do wyprawy Jacoba Mahu, który chciał przez Cieśninę Magellana dotrzeć do Indii Wschodnich. Po śmierci Maha, Pomp został kapitanem.  Statek po przepłynięciu Cieśniny Magellana został zepchnięty przez wiatr daleko na południe. Według niektórych źródeł okręt miał dotrzeć nawet do 64 równoleżnika, skąd podobno widział ośnieżone górskie szczyty. Jeśli okazało by się to prawdą, Holender byłby jednym z pierwszych ludzi którzy zobaczyli Szetlandy Południowe które należą do Antarktydy. Ekspedycja z powodu braku żywności zatrzymała się w Valparaíso gdzie jego załoga została wzięta do niewoli. Po zwolnieniu z niewoli powrócił do Enkhuizen w 1604 roku i osiadł jako kupiec. W 1606 roku dołączył jednak do Holenderskiej Kompanii Wschodnioindyjskiej. Zmarł w 1608 roku na morzu.